# Теллурид европия(II)
Теллурид европия(II) — бинарное неорганическое соединение
европия и теллура с формулой EuTe,
чёрные кристаллы.

## Получение
- Сплавление стехиометрических количеств тонкоизмельченных чистых веществ в вакууме:

{\displaystyle {\mathsf {Eu+Te\ {\xrightarrow {500-1000^{o}C}}\ EuTe}}}
- Реакция хлорида европия(II) с теллуром в токе водорода:

{\displaystyle {\mathsf {EuCl_{2}+Te+H_{2}\ {\xrightarrow {600^{o}C}}\ EuTe+2HCl}}}
- Реакция гидрида европия(II) с теллуром в токе водорода:

{\displaystyle {\mathsf {EuH_{2}+Te\ {\xrightarrow {600-850^{o}C}}\ EuTe+H_{2}}}}

## Физические свойства
Теллурид европия(II) образует чёрные кристаллы
кубической сингонии,
пространственная группа F m3m,
параметры ячейки a = 0,6585 нм.
Обладает металлической проводимостью.
Является антиферромагнетиком, температура Кюри 7,8 К. 